# Puya chilensis
Puya chilensis, és una espècie botànica terrestre de la família de les bromeliàcies i endèmica de Xile, distribuïda des de la regió de Coquimbo fins a la regió del Bío-Bío. Predomina cap a la costa encara que a la serralada costanera hi conviu amb Puya berteroniana. Creix a les zones rocoses costaneres, a faldons assolellats d'agrupacions de turons, sobre penya-segats, cingles o vessants pronunciades.
Pot arribar a mesurar fins a 4 m d'alçada. Les seves fulles de color verd fosc pel feix i més clares pel revers es troben reunides en una tija única, disposades en rosetes basals, i agrupades a la part superior, amb una textura molt dura i erectes. Posseeix fortes espines marginals, girades cap a la part basal de les fulles. Del centre de la roseta neix la tija floral que pot assolir fins a 5 m. La seva inflorescència consisteix en una espiga formada per nombroses flors de color groc verdós que floreixen al maig, mesurant de 5 a 7 cm de llarg, podent ser fèrtils o estèrils. El fruit és sec, amb tres valves que s'obren, i que donen sortida a nombroses llavors alades.
S'ha fet servir en medicina popular i per a la fabricació de teixits. Amb les seves fibres poden fabricar-se cordes. Els pescadors utilitzaven les tiges seques com a flotadors per a les xarxes, els quals es coneixen com a cardons. Les seves fulles tendres es consumeixen com a amanides i les tiges florals seques s'utilitzen per a la construcció d'habitatges lleugers, com a revestiment interior de sostres i parets. El seu cultiu al jardí no presenta cap problema.